# Yigoga pseudorientis
Yigoga pseudorientis är en fjärilsart som beskrevs av Charles Boursin 1952. Yigoga pseudorientis ingår i släktet Yigoga och familjen nattflyn. Inga underarter finns listade i Catalogue of Life.